# Korfbal 1968-1969
In 1968-1969 werd korfbal gespeeld in 2 landelijke bonden, de NKB en CKB. Pas in 1970 zouden deze 2 bonden samensmelten tot de huidige KNKV.

## Veldcompetitie NKB
In seizoen 1968-1969 was de hoogste Nederlandse veldkorfbalcompetitie in de NKB de Hoofdklasse; 1 poule met 11 teams. Het kampioenschap is voor het team dat na 20 competitiewedstrijden de meeste wedstrijdpunten heeft verzameld. Een play-off systeem was niet van toepassing. Enkel bij een gedeelde 1e plaats zou er 1 beslissingswedstrijd gespeeld moeten worden. De onderste 2 teams degraderen.
Hoofdklasse Veld
| pos | club           | gs | w  | g | v  | pnt | dv  | dt  | dt  |
| --- | -------------- | -- | -- | - | -- | --- | --- | --- | --- |
| 1.  | AKC Blauw-Wit  | 20 | 15 | 2 | 3  | 32  | 129 | 81  | +48 |
| 2.  | ROHDA          | 20 | 13 | 5 | 2  | 31  | 128 | 84  | +44 |
| 3.  | Ons Eibernest  | 20 | 12 | 4 | 4  | 28  | 132 | 86  | +46 |
| 4.  | Westerkwartier | 20 | 11 | 2 | 7  | 24  | 124 | 111 | +13 |
| 5.  | LUTO           | 20 | 11 | 1 | 8  | 23  | 109 | 88  | +21 |
| 6.  | HKV            | 20 | 9  | 3 | 8  | 21  | 108 | 103 | +5  |
| 7.  | Die Haghe      | 20 | 7  | 5 | 8  | 19  | 112 | 116 | -4  |
| 8.  | Archipel       | 20 | 6  | 4 | 10 | 16  | 111 | 121 | -10 |
| 9.  | Deetos         | 20 | 6  | 1 | 13 | 13  | 97  | 128 | -31 |
| 10. | SAMOS          | 20 | 3  | 2 | 15 | 8   | 71  | 123 | -52 |
| 11. | Rapiditas      | 20 | 2  | 1 | 17 | 5   | 77  | 157 | -80 |

| Veldkampioen van Nederland NKB 1969 |
| ----------------------------------- |
| AKC Blauw-Wit                       |

## Zaalcompetitie NKB
In seizoen 1968-1969 was de hoogste Nederlandse zaalkorfbalcompetitie in de NKB de Hoofdklasse; 2 poules met elk 8 teams. De opzet van de competitie is iets anders dan het zaalseizoen ervoor, want dat bestond uit 2 poules van elk 7 teams. Het kampioenschap is voor de winnaar van de kampioenswedstrijd, waarin de kampioen van de Hoofdklasse A tegen de kampioen van de Hoofdklasse B speelt. Degradatie is voor de onderste 2 teams van elke poule.
Hoofdklasse A
| pos | club          | gs | w  | g | v  | pnt | dv  | dt  | dt  |
| --- | ------------- | -- | -- | - | -- | --- | --- | --- | --- |
| 1.  | Ons Eibernest | 14 | 12 | 2 | 0  | 26  | 147 | 79  | +68 |
| 2.  | Archipel      | 14 | 8  | 4 | 2  | 20  | 118 | 92  | +26 |
| 3.  | LUTO          | 14 | 7  | 4 | 3  | 18  | 107 | 88  | +19 |
| 4.  | Deetos        | 14 | 7  | 2 | 5  | 16  | 98  | 96  | +2  |
| 5.  | Die Haghe     | 14 | 6  | 3 | 5  | 15  | 100 | 96  | +4  |
| 6.  | AKC           | 14 | 4  | 2 | 8  | 10  | 90  | 113 | -23 |
| 7.  | Rapiditas     | 14 | 2  | 0 | 12 | 4   | 89  | 137 | -48 |
| 8.  | SAMOS         | 14 | 1  | 1 | 12 | 3   | 83  | 132 | -49 |

Hoofdklasse B
| pos | club           | gs | w  | g | v  | pnt | dv  | dt  | dt  |
| --- | -------------- | -- | -- | - | -- | --- | --- | --- | --- |
| 1.  | Westerkwartier | 14 | 13 | 0 | 1  | 26  | 121 | 64  | +57 |
| 2.  | AKC Blauw-Wit  | 14 | 10 | 0 | 4  | 20  | 135 | 70  | +65 |
| 3.  | HKV            | 14 | 9  | 1 | 4  | 19  | 130 | 104 | +26 |
| 4.  | ROHDA          | 14 | 7  | 0 | 7  | 14  | 119 | 117 | +2  |
| 5.  | Wordt Kwiek    | 14 | 7  | 0 | 7  | 14  | 95  | 99  | -4  |
| 6.  | Het Zuiden     | 14 | 5  | 0 | 9  | 10  | 78  | 120 | -42 |
| 7.  | Koog Zaandijk  | 14 | 2  | 1 | 11 | 5   | 90  | 138 | -48 |
| 8.  | Stânfries      | 14 | 2  | 0 | 12 | 4   | 84  | 140 | -56 |

De finale werd gespeeld op zondag 9 februari 1969 in de Kennemersporthal te Haarlem:
| Hoofdklasse Finale |                |   |
|                    |                |   |
| A1                 | Ons Eibernest  | 6 |
| B1                 | Westerkwartier | 4 |

| Zaalkampioen van Nederland NKB 1969 |
| ----------------------------------- |
| Ons Eibernest                       |

## Veldcompetitie CKB
In seizoen 1968-1969 was de hoogste Nederlandse veldkorfbalcompetitie in de CKB de Hoofdklasse; 1 poule met 10 teams. Het team dat na de competitie bovenaan staat wordt kampioen. Deze competitie-opzet is veranderd met de voorgaande jaren, want hierin werd gespeeld in poules (Centrum en West) met een play-off systeem.
Hoofdklasse Centrum
| pos | club          | gs | w | g | v  | pnt | dv | dt | dt |
| --- | ------------- | -- | - | - | -- | --- | -- | -- | -- |
| 1.  | DKOD          | 18 | ? | ? | ?  | 32  | ?  | ?  | +? |
| 2.  | PKC           | 18 | ? | ? | ?  | 28  | ?  | ?  | +? |
| 3.  | Pernix        | 18 | ? | ? | ?  | 26  | ?  | ?  | +? |
| 4.  | Excelsior     | 18 | ? | ? | ?  | 19  | ?  | ?  | +? |
| 5.  | VES           | 18 | ? | ? | ?  | 19  | ?  | ?  | +? |
| 6.  | Kinderdijk    | 18 | ? | ? | ?  | 18  | ?  | ?  | +? |
| 7.  | SSS           | 18 | ? | ? | ?  | 17  | ?  | ?  | +? |
| 8.  | Oranje-Nassau | 18 | ? | ? | ?  | 11  | ?  | ?  | +? |
| 9.  | OVVO          | 18 | ? | ? | ?  | 10  | ?  | ?  | +? |
| 10. | DESTO         | 18 | 0 | 0 | 18 | 0   | ?  | ?  | +? |

| Veldkampioen van Nederland CKB 1969 |
| ----------------------------------- |
| DKOD                                |

## Zaalcompetitie CKB
geen poule informatie bekend
| Zaalkampioen van Nederland CKB 1969 |
| ----------------------------------- |
| Pernix                              |